# トニー野中
トニー野中（トニーのなか、1962年〈昭和37年〉生）は、岐阜県出身の作家、経営者。IHIやロールス・ロイス社での技術職を経て、IT・投資事業に携わったのち、自己啓発・ライフスタイル分野の著書を出版している。
本名、野中 正樹（のなか まさき）。

## 経歴
岐阜県に生まれる。祖父・父ともに帝国ホテルの料理人という家庭に育ち、本人も調理師免許を取得している。
大学卒業後、株式会社IHIに入社。ジェットエンジンの設計・開発に携わったのち、5カ国共同によるエンジン開発プロジェクトの一員としてイギリス・ロールス・ロイス社に駐在。
その後、アメリカのゴルフ用品メーカーに勤務。クラブ開発部門にて、プロゴルファー向けの製品開発に携わったとされる。この時期、複数の富裕層・著名人と交流する機会を得たという。

## 著書
- 『世界の大富豪2000人がこっそり教えてくれたこと』（王様文庫、2013年ISBN 9784837966920）
- 『世界の大富豪2000人がこっそり教えてくれた3週間で人生を変える法』（三笠書房、2014年　ISBN 9784837925699。）
- 『世界の大富豪2000人に学んだ 幸せに成功する方法』（三笠書房、2014年　ISBN 9784862803177。）
- 『普通の人が5円から億万長者になる』（三笠書房、2014年）
- 『スターウォーズに学ぶ 成功者の思考法』（Kindle、2018年）

## メディア掲載・インタビュー
- 『日経ビジネス』：「大富豪は『幸せホルモン』でアイデアを生む」（2017年）[3]
- 『Precious.jp』：「『簡単なこだわり』が幸せのカギ」（2019年）
- 『THE HUMAN STORY』：「トニー野中 人生はトータルで考えよ」（2024年）[4]